# Prasocuris fairmairei
Prasocuris fairmairei là một loài bọ cánh cứng trong họ Chrysomelidae. Loài này được Brisout miêu tả khoa học năm 1866.